# Nadabula
Nadabula (Hongaars: Sajóháza) was tot 1960 een Slowaakse gemeente. Nadien, met ingang van dat jaar, werd dit dorp een stadsdeel van Rožňava (Slowakije). De wijk ligt op een afstand van ongeveer 3 kilometer ten noord-westen van het centrum van Rožňava, nabij de oever van de rivier Sajó (Slowaaks: Slaná).

## Geschiedenis

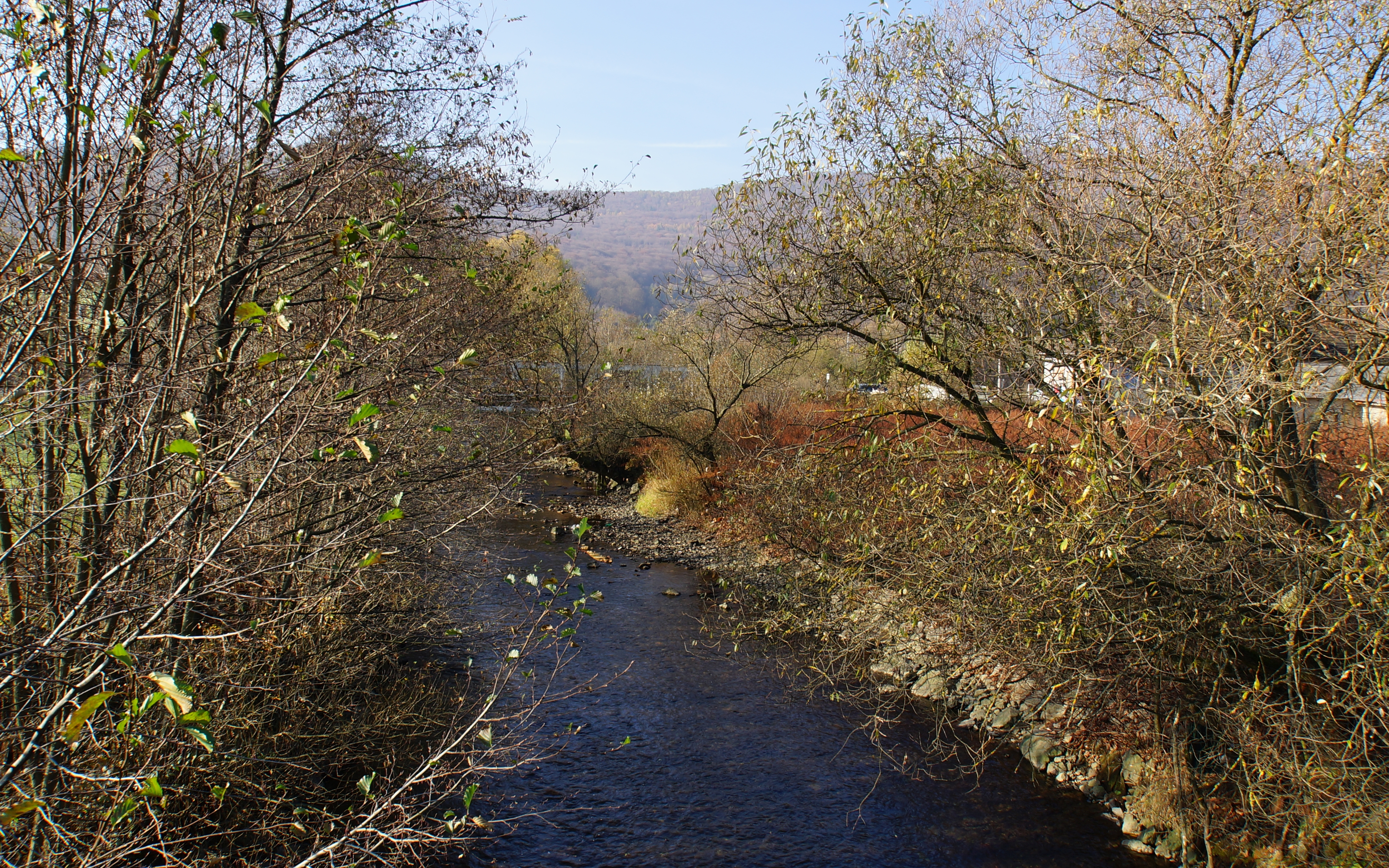
Nadabula is gesitueerd nabij de oever van de rivier Sajó (Slowaaks: Slaná).

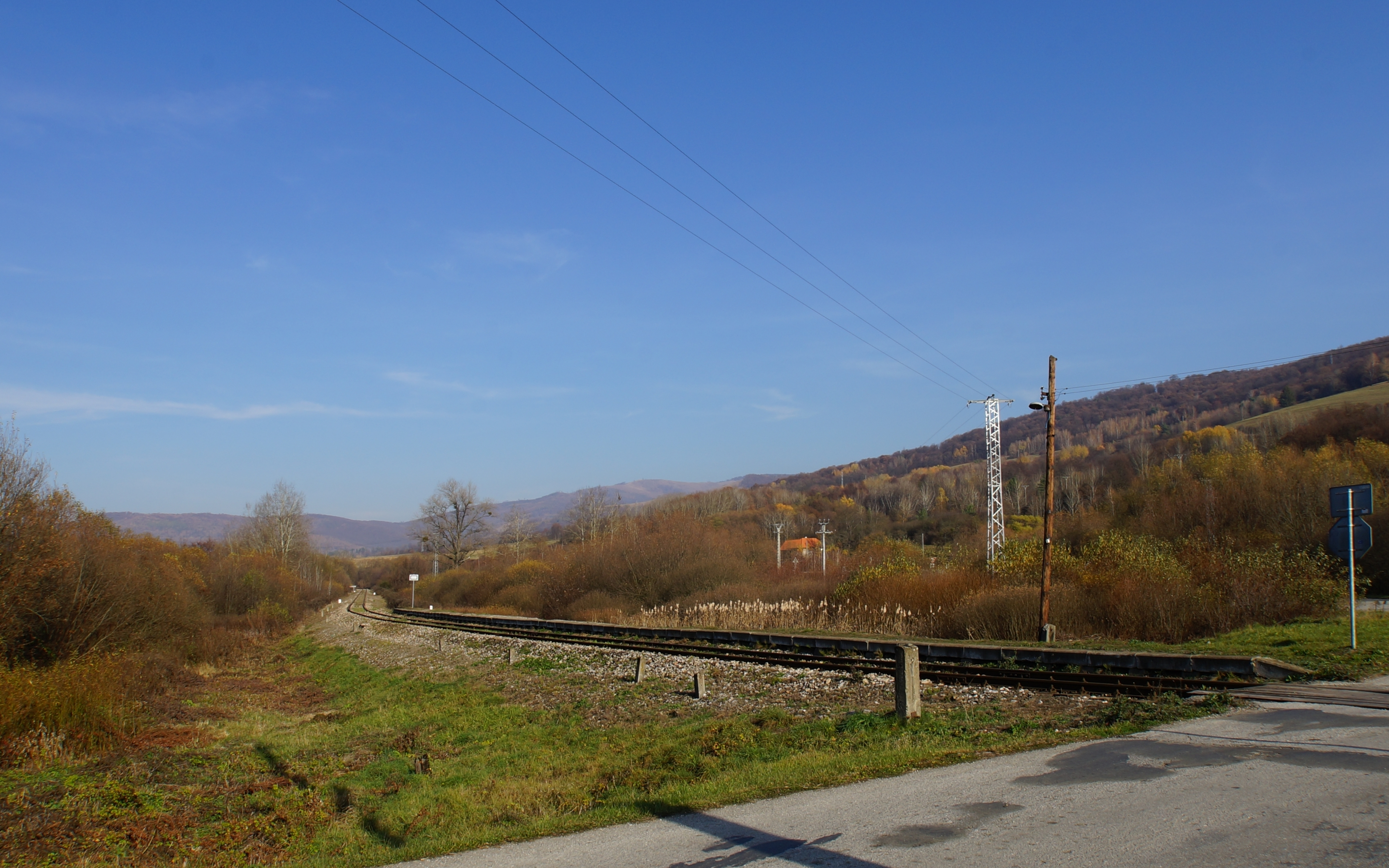
De wijk ligt uitgestrekt naast de spoorlijn Dobsina-Roznava.

De nederzetting Nadabula werd gesticht in de tweede helft van de 14e eeuw. Ze was aanvankelijk eigendom van het aartsbisdom Esztergom
en werd -als mijnontginningsgebied- in 1412 vrijgesteld van de betaling van tienden. Anno 1414 gaf de aartsbisschop van Esztergom haar de naam: Nadabolia. In het naburige Rožňava gebeurde de verwerking van de ontgonnen grondstof.
András Vályi (Miskolc, 30 november 1764 – Pest, 2 december 1801) beschreef in 1799 het oord als volgt: een Hongaars dorp bestaande uit een smalle strook rotsachtig land, met veel bomen, met een diverse bevolking: Hongaars of Slowaaks sprekend.
Het dorp maakte destijds, onder Hongaars bestuur, deel uit van comitaat Gömör és Kis-Hont.
In 1828 waren er in de 153 huizen 841 inwoners die in hoofdzaak de mijnbouw als kostwinning hadden.

Omstreeks die tijd nam de ontginning van ijzererts toe, en ontwikkelde Nadabula zich verder :
- ingevolge de groei van de mijnproductie bouwde men in het dorp een ijzersmelterij;
- gezien de beschikbaarheid van hout afkomstig van de vele bossen, werd er ook een papierfabriek (Gyula Raxer) geconstrueerd.

De wijk heeft geen eigen kerk.

## Bevolking

### Bevolkingsevolutie
- In 1880 werd Nadabula bewoond door 489 personen, van wie er 373 Hongaars en 69 Slowaaks spraken.
- In 1890 waren er 430 inwoners. Het Hongaars was de moedertaal van 342 personen terwijl 75 inwoners zich uitdrukten in de Slowaakse taal.
- In 1900 woonden er 550 mensen, van wie 355 Hongaars spraken en 136 Slowaaks.
- In 1910 sprak de meerderheid van de 554 inwoners nog steeds Hongaars en de minderheid Slowaaks.
- In 1921 waren er op een totaal van 618 inwoners, 460 Hongaren en 142 Tsjechoslowaken.

Vanaf 1930 noteerde men opmerkelijke etnische verschuivingen: van de 745 inwoners waren er 261 Hongaren en 424 Tsjechoslowaken.
In 1941 werd het dorp bewoond door 844 personen: 769 Hongaren en 69 Slowaken.

### Geboren in Nadabula
Haviva Reik

## Openbaar vervoer
Voor het openbaar vervoer per trein is Nadabula aangewezen op het station van Rožňava: « Železničná stanica Rožňava », gesitueerd aan de « Zelezničná 3011 Brzotin Kosicky 049 51 Rožňava » (nabij verkeersweg 16).